# 빌프레트 바우마
빌프레트 바우마(Wilfred Bouma, 1978년 6월 15일~)는 네덜란드의 전 축구 선수이다. 1994년~2005년 PSV 에인트호번에서 뛰었으며 2005년 애스턴 빌라 FC로 이적하여 2010년까지 애스턴 빌라에서 뛰었고 2010년 다시 에인트호번으로 돌아와서 에인트호번에서 뛰다 2013년 은퇴를 선언했다. 국가대표 경력으로는 유로 2004와 유로 2008에서 네덜란드 축구 국가대표팀으로 뛰었다.